# Авторское право в Аргентине
Авторские права в Аргентине охраняются законом № 11.723 от 26 сентября 1933 года и законом об авторском праве с поправками № 26.570 от 25 ноября 2009 года.

## История
Закон об авторском праве в Аргентине был впервые введен в 1853 году Конституцией Аргентины. В законе п. 17 º гласит, что «каждый автор или изобретатель имеет исключительное право на своё произведение, изобретение или открытие, в течение срока, установленного законом». Несмотря на предложения Хуан Баутиста Альберди сделать, бессрочным действие авторских прав, при написании Конституции было принято решение сделать ограничение закона по времени также, как это было сделано в Чили и в Соединенных Штатах. Принятие Конституции сопровождалось законом 111, но это было патентное право без упоминания прав на художественные произведения. С того времени авторско-правовая охрана давалась на основе Конституционной статьи.
Первый закон об авторском праве был принят в Аргентине в 1913 году. Это был закон 9.141. Более полный закон Об авторском праве был принят в 1933 году. Это закон 11.723, который продолжает действовать и в настоящее время.

## Положения об авторских правах
Закон 11.723 действует для научных, литературных и художественных произведений, включающие сочинения любого характера, в том числе компьютерные программы; драматические произведения, музыкальные композиции, драматическо-музыкальные произведения, произведения кинематографические и хореографические; рисунки, произведения живописи, скульптуры, архитектуры; модели и произведения искусства или науки; печатная продукция, планы и карты; фотографии, записи и фонограммы.
Право собственности на научные, литературные и художественные произведения, представляют собой возможность авторов распоряжаться ими, публиковать, публично выставлять, отчуждать, адаптировать или давать разрешение на перевод.
Для большинства произведений, авторское право действует в течение всей жизни автора, плюс 70 лет с 1 января после его или её смерти (ст. 5). (для анонимных произведений, принадлежащих учреждениям, корпорациям или юридическим лицам — охраняются в течение 50 лет после опубликования (ст. 8). фотографии охраняются в течение 20 лет после создания и через 25 лет после публикации, кинематографические произведения охраняются в течение всей жизни авторов и ещё 50 лет (ст. 34).
Интеллектуальная собственность в отношении исполнений автора, записанных на фонограммы соответствует семидесяти годам, считая с 1 января года, следующего за годом его исполнения. Кроме того, права интеллектуальной собственности на фонограммы для производителей фонограмм или их правопреемников действую в течение семидесяти лет, считая с 1 января года, следующего за годом его публикации. Если фонограммы и исполнения произведений каким-либо находились в общественное достояние без разрешеения, то есть ещё не истекли сроки охраны авторских прав, предусмотренные Аргентинским законом, то они должны автоматически вернуться в частное владение на срок, который ещё действует или с увеличение дополнительно на время его использования в общественном достоянии. Третьи стороны должны прекратить любые формы использования авторского произведения. Согласно п. 6 если произведение не имело публикации, то срок авторского права составляет десять лет со времени смерти автора. В случаях, если между третьими лицами и наследниками или правопреемниками отсутствуют соглашения об условиях использования произведения, то варианты использования обсуждается в суде.
Никто не имеет права публиковать без разрешения авторов или их правопреемников научное, литературное, художественное или музыкальное произведение. Без разрешения автора компьютерной программы можно делать одну копию оригинала. Эта копия должна быть надлежащим образом идентифицирована, с указанием автора, когда копия сделана. Любой может опубликовать для учебных или научных целей, отзывы, комментарии или замечания, касающиеся интеллектуальных произведений, в том числе до тысячи слов литературных или научных или восьми тактов в музыкальных произведениях и во всех случаях только в части текста, необходимой для использования. Под это положение подпадают сборники и антологии, используемые для учебных целей. При включении авторских работ по независящим касательно основной темы новой работы, могут суды устанавливать соразмерность использованного объёма авторского материала, которая соответствует авторским произведениям.
В статьях 71-78 закона описываются штрафные санкции за его нарушение. Нарушение авторских прав наказывается штрафом в размере от 1000 до 5000 песо. Незаконное копирование произведений, использование их для извлечения прибыли наказывается лишением свободы на срок от одного месяца до шести лет и др.
Все положения настоящего Закона авторских прав Аргентины, за исключением статьи 57, распространяются на произведения науки, искусства и литературы, опубликованные в зарубежных странах, независимо от гражданства их авторов, при условии, что они принадлежат к странам, признавшим право собственности. Для обеспечения защиты закона Аргентины, автору иностранцу требуется доказать, что для их защиты по законодательству страны, в которой сделаны публикации, есть авторское право. Срок действия законов для зарубежных авторов, не распространяется на период больше, чем признанный Законодательством страны, где была опубликована работа.
Авторское право на перевод произведения действует только на переведенные им версии и не может противостоять другим переводам других переводчиков этого же материала.
Выступления политических или литературных деятелей не могут быть опубликованы, если автор не дал на то разрешения. Выступления парламентариев не могут быть опубликованы с целью извлечения прибыли, без согласия автора.
Не подписанные статьи, анонимные репортажи, рисунки, гравюры, опубликованные газетой, журналом и другими периодическими изданиями, приобретенные или полученные оператором или агентством информация с характером исключительности, рассматриваются в качестве собственности газеты, журналы или других периодических изданий или агентств.
Новости, представляющие общий интерес, могут быть использованы при наличии в них оригинальной версии.